# Битва при Филомелионе
Битва при Филомелионе (ср.-греч. Μάχη του Φιλομήλιου) — одно из византийско-сельджукских сражений, произошедшее  в 1116 году и завершившееся победой византийцев.

## Ход событий
Битва стала центральным событием военной кампании 1116 года, предпринятой императором Алексеем I Комнином (1056—1118) против турок-сельджуков. Согласно «Алексиаде» Анны Комнин, дочери императора, исход компании предрешил жребий. Перед Алексеем стоял непростой выбор о направлении основного удара: можно было подвергнуть атаке сельджукскую столицу Иконию или же дать бой при Филомелионе. Тогда император, решил положиться на провидение Божье:

Он написал свои вопросы на двух листках, которые положили в алтаре на святой престол. В течение всей ночи возносились гимны и молитвы. С первыми лучами солнца в алтарь вошёл священник и взял с престола одну из двух записок. В присутствии всех собравшихся он развернул её и громко огласил, что Небеса приказывают императору выбрать дорогу на Филомелион.
— ANNE COMNÈNE, Alexiade, éd. B. LEIB, Paris, 1967, III, pp. 200-201 / перевод И. Петровского

## Ход сражения
Поняв, что с севера приближается большая армия, Алексей начал отступать на свою территорию, выстроившись в оборонительный строй. Алексей использовал новый боевой порядок — паратаксис — оборонительное каре, защищавшее обоз армии в центре, при этом фланги защищала пехота, а кавалерия находилась внутри каре. Турки под командованием Маналуг были сбиты с толку византийской тактикой и атаковали нерешительно.
На следующий день султан Малик-шах сам принял командование и атаковал более энергично. Византийская кавалерия дважды контратаковала. Первая, неудачная, привела к гибели Андроника, одного из сыновей Алексея. Вторую возглавляет Нисефор Бриенн, зять Алексея. Он отбросил войска, которыми руководил лично султан, которому едва удалось избежать плена. Сельджуки предприняли новую ночную атаку, но безуспешно. На следующий день Малик-Шах снова атаковал. Его войска полностью окружили византийскую армию, но все равно были отброшены. Не сумев сломить византийский строй, Малик-шах решил на следующий день обратиться к своему противнику с предложением о мире.
Мирный договор заставил Малик-шаха прекратить сельджукские набеги на византийскую Анатолию и в значительной степени теоретическое признание византийского сюзеренитета над султанатом. 

## Результаты
Победа стала для Византии реваншем за страшный разгром при Манцикерте.. Филомелион стал относительно удачным реваншем Византийской империи, стремившейся воссоединить прибрежные и западные малоазиатские территории, активно заселяемые кочевыми тюрками. В 1117—1176 годах империя вернула себе доминирующее положение на западе Малой Азии, на севере и на юге, практически отрезав Сельджуков от моря, получив власть над прибрежными регионами и большим куском северо-запада — Вифинией и Фригией, населёнными ещё преобладающим греческим и эллинизированным населением, придерживающимся православия. Это позволило ей отсрочить свою гибель на несколько столетий, подтвердив на время свой титул «тысячелетнего царства».
Но несмотря на Филомелион, позиции турок внутри Малой Азии, в регионе Анкара — Иконий — Сивас — Кайсери оставались очень сильными. Кроме того, император Алексей скончался на следующий год после победы. Впоследствии Мануил Комнин пытался договором вернуть стратегически важную Сивас — Севастию; но султан не выдал этого города, а дал его в лен перебежавшему к нему греческому аристократу из рода Гавра. Позже византийцы потерпели сокрушительное поражение в битве при Мириокефале, как раз когда Мануил Комнин собирался нанести сокрушительный удар по Иконийскому Султанату, идя с огромной армией и обозом на Иконий, что свело на нет попытки Комнинов вернуть ядро малоазиатских владений и вытеснить сельджуков из Малой Азии. Таким образом, успех ромеев при Филомелионе имел скорее сдерживающий характер, и не получил дальнейшего наступательного развития. Византия так и не смогла кардинально изменить расклад сил в регионе, сложившийся после поражения при Манцикерте в 1071 году.